# Les Cunningham Award
Les Cunningham Award je každoročně udělované ocenění "nejužitečnějšímu hráči" základní části American Hockey League, kterého volí ligoví hráči společně s novináři.
Trofej byla poprvé udělena po sezoně 1947/48, a je pojmenována po bývalém hráči klubu Cleveland Barons jménem Les Cunningham, který byl pětinásobně zvolený do All-Star týmu AHL a třikrát zvedl nad hlavu Calderův pohár. V době ukončení kariéry vedl historické kanadské bodování soutěže.

## Vítězové
| C | Centr | LK | Levé křídlo | O | Obránce | PK | Pravé křídlo | B | Brankář |

| Les Cunningham Award - (nejužitečnější hráč" základní části AHL) |                         |                               |        |
| Sezona                                                           | Vítěz                   | Klub                          | Pozice |
| 2024/2025                                                        | Andrew Poturalski       | San Jose Barracuda            | C      |
| 2023/2024                                                        | Mavrik Bourque          | Texas Stars                   | C      |
| 2022/2023                                                        | Dustin Wolf             | Calgary Wranglers             | B      |
| 2021/2022                                                        | T.J. Tynan              | Ontario Reign                 | C      |
| 2020/2021                                                        | T.J. Tynan              | Colorado Eagles               | C      |
| 2019/2020                                                        | Gerry Mayhew            | Iowa Wild                     | LK     |
| 2018/2019                                                        | Daniel Carr             | Chicago Wolves                | LK     |
| 2017/2018                                                        | Phil Varone             | Lehigh Valley Phantoms        | C      |
| 2016/2017                                                        | Kenny Agostino          | Chicago Wolves                | LK     |
| 2015/2016                                                        | Chris Bourque           | Hershey Bears                 | LK     |
| 2014/2015                                                        | Brian O'Neil            | Manchester Monarchs           | PK     |
| 2013/2014                                                        | Travis Morin            | Texas Stars                   | C      |
| 2012/2013                                                        | Tyler Johnson           | Syracuse Crunch               | C      |
| 2011/2012                                                        | Cory Conacher           | Norfolk Admirals              | LK     |
| 2010/2011                                                        | Corey Locke             | Binghamton Senators           | C      |
| 2009/2010                                                        | Keith Aucoin            | Hershey Bears                 | C      |
| 2008/2009                                                        | Alexandre Giroux        | Hershey Bears                 | C      |
| 2007/2008                                                        | Jason Krog              | Chicago Wolves                | C      |
| 2006/2007                                                        | Darren Haydar           | Chicago Wolves                | PK     |
| 2005/2006                                                        | Donald MacLean          | Grand Rapids Griffins         | C      |
| 2004/2005                                                        | Jason Spezza            | Binghamton Senators           | C      |
| 2003/2004                                                        | Jason LaBarbera         | Hartford Wolf Pack            | B      |
| 2002/2003                                                        | Jason Ward              | Hamilton Bulldogs             | PK     |
| 2001/2002                                                        | Eric Boguniecki         | Worcester IceCats             | C      |
| 2000/2001                                                        | Derek Armstrong         | Hartford Wolf Pack            | LK     |
| 1999/2000                                                        | Martin Brochu           | Portland Pirates              | B      |
| 1998/1999                                                        | Randy Robitaille        | Providence Bruins             | C      |
| 1997/1998                                                        | Steve Guolla            | Kentucky Thoroughblades       | C      |
| 1996/1997                                                        | Jean-Francois Labbe     | Hershey Bears                 | B      |
| 1995/1996                                                        | Brad Smyth              | Carolina Monarchs             | PK     |
| 1994/1995                                                        | Steve Larouche          | Prince Edward Island Senators | C      |
| 1993/1994                                                        | Rich Chernomaz          | St. John's Maple Leafs        | PK     |
| 1992/1993                                                        | Don Biggs               | Binghamton Rangers            | C      |
| 1991/1992                                                        | John Anderson           | New Haven Nighthawks          | LK     |
| 1990/1991                                                        | Kevin Todd              | Utica Devils                  | C      |
| 1989/1990                                                        | Paul Ysebaert           | Utica Devils                  | LK     |
| 1988/1989                                                        | Stephan Lebeau          | Sherbrooke Canadiens          | C      |
| 1987/1988                                                        | Jody Gage               | Rochester Americans           | PK     |
| 1986/1987                                                        | Tim Tookey              | Hershey Bears                 | C      |
| 1985/1986                                                        | Paul Gardner            | Rochester Americans           | C      |
| 1984/1985                                                        | Paul Gardner            | Binghamton Whalers            | C      |
| 1983/1984                                                        | Garry Lariviere         | St. Catharines Saints         | O      |
| 1983/1984                                                        | Mal Davis               | Rochester Americans           | PK     |
| 1982/1983                                                        | Ross Yates              | Binghamton Whalers            | PK     |
| 1981/1982                                                        | Mike Kaszycki           | New Brunswick Hawks           | Ú      |
| 1980/1981                                                        | Pelle Lindbergh         | Maine Mariners                | B      |
| 1979/1980                                                        | Norm Dube               | Nova Scotia Voyageurs         | LK     |
| 1978/1979                                                        | Rocky Saganiuk          | New Brunswick Hawks           | PK     |
| 1977/1978                                                        | Blake Dunlop            | Maine Mariners                | Ú      |
| 1976/1977                                                        | Doug Gibson             | Rochester Americans           | C      |
| 1975/1976                                                        | Ron Andruff             | Nova Scotia Voyageurs         | C      |
| 1974/1975                                                        | Doug Gibson             | Rochester Americans           | C      |
| 1973/1974                                                        | Art Stratton            | Rochester Americans           | C      |
| 1972/1973                                                        | Bill Inglis             | Cincinnati Swords             | C      |
| 1971/1972                                                        | Garry Peters            | Boston Braves                 | C      |
| 1970/1971                                                        | Fred Speck              | Baltimore Clippers            | C      |
| 1969/1970                                                        | Gilles Villemure        | Buffalo Bisons                | B      |
| 1968/1969                                                        | Gilles Villemure        | Buffalo Bisons                | B      |
| 1967/1968                                                        | Dave Creighton          | Providence Reds               | C      |
| 1966/1967                                                        | Mike Nykoluk            | Hershey Bears                 | C      |
| 1965/1966                                                        | Dick Gamble             | Rochester Americans           | LK     |
| 1964/1965                                                        | Art Stratton            | Buffalo Bisons                | C      |
| 1963/1964                                                        | Fred Glover             | Cleveland Barons              | C      |
| 1962/1963                                                        | Denis DeJordy           | Buffalo Bisons                | B      |
| 1961/1962                                                        | Fred Glover             | Cleveland Barons              | C      |
| 1960/1961                                                        | Phil Maloney            | Buffalo Bisons                | C      |
| 1959/1960                                                        | Fred Glover             | Cleveland Barons              | C      |
| 1958/1959                                                        | Bill Hicke a Rudy Migay | Rochester Americans           | PK     |
| 1957/1958                                                        | Johnny Bower            | Cleveland Barons              | B      |
| 1956/1957                                                        | Johnny Bower            | Providence Reds               | B      |
| 1955/1956                                                        | Johnny Bower            | Providence Reds               | B      |
| 1954/1955                                                        | Ross Lowe               | Springfield Indians           | O      |
| 1953/1954                                                        | George Sullivan         | Hershey Bears                 | C      |
| 1952/1953                                                        | Eddie Olson             | Cleveland Barons              | LK     |
| 1951/1952                                                        | Ray Powell              | Providence Reds               | C      |
| 1950/1951                                                        | Ab DeMarco              | Buffalo Bisons                | C      |
| 1949/1950                                                        | Les Douglas             | Cleveland Barons              | C      |
| 1948/1949                                                        | Carl Liscombe           | Providence Reds               | LK     |
| 1947/1948                                                        | Carl Liscombe           | Providence Reds               | LK     |